# 豊島北
豊島北（とよしまきた）は、大阪府池田市にある地名である。一丁目から二丁目まである。郵便番号は 563-0036 である。当地域の人口は、2017年12月末時点で 3,452 人である（池田市市民生活部総合窓口課の資料による）。面積は、2018年3月末時点で 0.381 平方キロメートルである（池田市市長公室広聴文書課の資料による）。

## 地理
池田市の南部に位置する。西部に一丁目があり、東部に二丁目がある。北は、八王寺二丁目、荘園二丁目と接しており、東は、天神二丁目と接している。南は、住吉一丁目、豊島南二丁目と接しており、西は、豊島南二丁目、ダイハツ町、神田三丁目と接している。
当地域の南端部を、箕面川が南西流しており、同河川には、箕面川大橋、豊島橋、箕面川小橋、新開橋が架橋されている。当地域の西端を、国道171号が通っている。当地域の北端を、市道石橋駅神田線（神田石橋線）が通っている。一丁目の中央付近を、中国自動車道および国道176号が通っている。当地域の大部分を、住宅地域が占めている。当地域は、池田市立北豊島小学校および池田市立北豊島中学校の校区に含まれる。

## 歴史
1874年（明治7年）2月28日、西市場第三小学校（現在の池田市立北豊島小学校）が創立される。1934年（昭和9年）、隔離病舎が西市場町140番地（豊島北一丁目）に完成される。1951年（昭和26年）、城南中学校が北豊島中学校に改称され、一丁目に移転される。1954年（昭和29年）、北豊島幼稚園が開園される。1959年（昭和34年）、北豊島公民館が二丁目に開館される。1965年（昭和40年）9月1日、神田町、東市場町、西市場町、中之島町、北今在家町の各一部が、豊島北一丁目から二丁目となる。
1969年（昭和44年）、鶴原製薬の独身寮が一丁目に建設される。1973年（昭和48年）、都市計画公園のうちの街区公園に分類される豊島公園が一丁目に開設される。1974年（昭和49年）7月、集会や休養、学びなどのための利用を目的とする施設、池田市立豊島北会館が一丁目に開館される。1976年（昭和51年）、豊島南二丁目、ダイハツ町、神田三丁目の各一部が編入される。2001年（平成13年）、北豊島公民館が廃止される。

## 施設
- 豊島北会館[1]
- 池田市立北豊島小学校[1]
- 池田市立北豊島中学校[1]
- 豊島公園[22]
- 豊島北2丁目公園[22]